# Skattkammarön (sketch)
| Skattkammarön |
| --- |
| - Betydelse – sketch med fyra personer som försöker ha det trivsamt ihop runt ett parti av brädspelet Skattkammarön. - Bakgrund – 25 februari 1967, i Estrad i Sveriges Television - Författare – Bengt Linder - Skådespelare – Gunwer Bergkvist ("Myrten"), Lars Ekborg ("Torgil"), Margaretha Krook ("Fresia"), Åke Grönberg ("Orvar") |

"Skattkammarön" är en TV-sketch av Bengt Linder. Den presenterades i TV-programmet Estrad och sändes 25 februari 1967 i Sveriges Television, med Gunwer Bergkvist, Lars Ekborg,  Margaretha Krook och Åke Grönberg i de fyra rollerna. Handlingen kretsar kring spelandet av ett parti av sällskapsspelet Skattkammarön.

## Sketchinnehåll
De fyra deltagarna i sketchen är Gunwer Bergkvist ("Myrten"), Lars Ekborg ("Torgil") och Margaretha Krook ("Fresia") samt Åke Grönberg ("Orvar"), där de tre förstnämnda vid tillfället var fasta medlemmar i programmets komikerensemble och Grönberg avsnittets inbjudna gäst. Sketchen handlar om ett sällskap som ska försöka spela ett sällskapsspel tillsammans, men som ganska snabbt blir oense om spelets regler.
Krooks mest kända utrop i sketchen – "Ta'rej i brasan" – var vid sändningen ovanligt grovt TV-språk. Det brädspel som de fyra spelar – Skattkammarön – var enligt producenten Karin Falck ett påhittat spel i sketchen. Det hade dock producerats ett brädspel med namnet Skattkammarön vid denna tid, av spelföretaget Klee och med illustrationer av tyske serieskaparen Rolf Kauka; spelets skattjakt kan jämföras med boken med samma namn av Robert Louis Stevenson. Sketchen har av vissa felaktigt förknippats med Fia med knuff, ett annat spel med toppar och tärningar och spelbart av fyra personer.
"Nisse Hult" är i sketchen en person som Torgil anklagar Myrten för att vara förtjust i. Efter ett antal palavrer in i sketchen utbrister Orvar ljudligen "Vem fan är Nisse Hult?", en sekvens som också den blivit TV-historia.

## Produktion och i kulturen
Sketchen är 13 minuter lång, och den har bevarats hos Svensk mediedatabas som 16 mm-film och MPEG-2-fil under titeln "Handelsflottans välfärdsråd". Upphovsmannen till sketchen var manus- och barnboksförfattaren Bengt Linder.
2006 producerades TV-serien Nisse Hults historiska snedsteg, där Johan Glans iklätt sig rollen som den påhittade gestalten "Nisse Hult", omgiven som han är av Gustav Vasa, Ulla Winblad, Sven Hedin och August Strindberg. I TV-serien har Nisse Hult rollen av en som genom sina ingripanden förändrar historiska skeenden.

## Bildgalleri

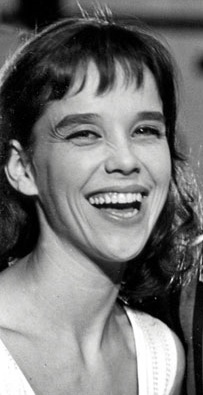
Gunwer Bergkvist – "Myrten" (foto: 1960/1961).
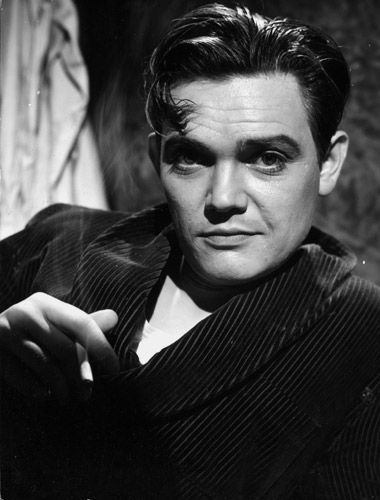
Lars Ekborg – "Torgil" (foto: 196?).
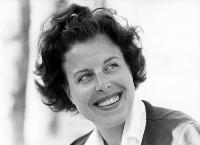
Margaretha Krook – "Fresia" (foto: ca. 1961).
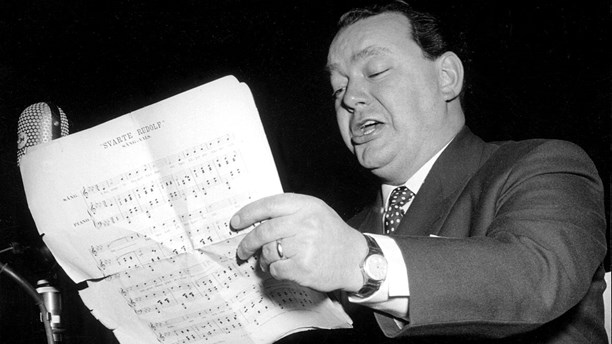
Åke Grönberg – "Orvar" (foto: 1955).